# Igor Petrovitch Ivanov
Igor Petrovitch Ivanov (russe: Игорь Петрович Иванов), né le 5 novembre 1923 et mort le 9 août 1992, est un pédagogue soviétique et russe, fondateur d'un mouvement pédagogique connu en Russie sous le nom de « mouvement communard ». Docteur en éducation, professeur à l'Université Herzen, membre de l'Académie russe d'Éducation, il a inventé différentes techniques pédagogique à destination des jeunes, basées notamment sur la créativité et des activités collectives.